# Hylaeus pele
Hylaeus pele là một loài Hymenoptera trong họ Colletidae. Loài này được Perkins mô tả khoa học năm 1911.